# Мирон (Беларусь)

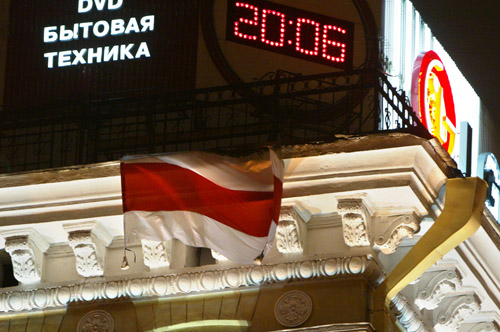
Работа Мирона.
Автор — Юлия Дорошкевич, газета «Наша Нива»

Миро́н (бел. Мірон) — человек (или группа лиц), действующий на территории Белоруссии. Основная деятельность Мирона заключалась в вывешивании бело-красно-белых флагов в труднодоступных местах. Мирон начал проводить акции на Витебщине после референдума 14 мая 1995 года, в результате которого была изменена государственная символика. Впоследствии такие акции были проведены неизвестными активистами сотни раз в разных городах Беларуси.

## История
Изначально неизвестный, который поднимал флаги в высоких и труднодоступных местах, подписывался именем «Мирон» в записках, прикреплённых к вывешенным штандартам.
В ночь с 26 на 27 июля 1995 года в райцентре Лиозно (Витебская область) был вывешен бело-красно-белый флаг с запиской за подписью «Мирон». 14 мая 1998 года на здании Витебского облисполкома неизвестным, подписавшимся именем «Мирон», впервые была проведена замена красно-зелёного флага на бело-красно-белый.
Осенью 2006 года в Витебске в ночь с 8 на 9 сентября флаг был прикреплён к проводам, растянутым между мостами Блохина и Кирова. 7 октября, в день, когда в Витебске проходила большая ярмарка, флаг был вывешен на крыше дома № 55 по улице Ленина. Вечером 26 октября флаг появился в самом центре города, над так называемым «синим домом» напротив городского амфитеатра. 20 ноября, в 21.30, бело-красно-белый флаг появился на крыше Национального академического драматического театра имени Якуба Коласа, с запиской (на белорусском языке): «Поздравляю коласовцев с юбилеем! В это тяжелое для Беларуси время берегите наш родной язык! Да здравствует чудесное белорусское слово! Да здравствует Беларусь! Ваш благодарный зритель Мирон».
Только в начале 2008 года в Витебске было вывешено 14 бело-красно-белых флагов с записками с подписью «Мирон». Каждый из них в среднем провисел около часа.
В сентябре 2012 года активист Мирон, в День герба и бело-красно-белого флага, недалеко от посёлка Руба под Витебском вывесил бело-красно-белый флаг на высоковольтной линии электропередач, с прикреплённой к флагу запиской: «19 сентября 1991 года легитимный парламент Беларуси утвердил в качестве государственного герба древнюю „Погоню“, а в качестве государственного флага — бело-красно-белый исторический флаг. С этой символикой мы отстроим наше государство! Живе Беларусь! Живёт вечно! Мирон».
Имеются последователи «Мирона». Известен случай, когда в одном из случаев в том же Витебске под одним из вывешенных флагов неизвестный подписался «Ясь — сын Мірона».